# Diecezja Sindhudurg
Diecezja Sindhudurg (łac. Dioecesis Sindhudurgiensis) – diecezja Kościoła rzymskokatolickiego w Indiach. Jej siedziba znajduje się w Sawantwadi, w taluku Sawantvadi, w dystrykcie Sindhudurg, w stanie Maharasztra. Funkcję katedry pełni kościół Matki Bożej od Cudów (Milagris Cathedral, Our Lady of Miracles) w Sawantwadi.

## Historia
Została erygowana jako sufragania archidiecezji bombajskiej 5 lipca 2005 r. konstytucją apostolską Ab oriente papieża Benedykta XVI. Diecezja powstała poprzez wyłączenie z terytorium diecezji Puna. 25 listopada 2006 diecezja Sindhudurg weszła w skład reaktywowanej metropolii Goa i Damanu jako sufragania archidiecezji Goa i Damanu.

## Terytorium
Diecezja obejmuje dystrykty Ratnagiri i Sindhudurg oraz część dystryktu Kolhapur (bez parafii św. Franciszka Ksawerego w mieście Kolhapur). Miejscowi katolicy reprezentują kulturę typową dla Goa, ponieważ w większości są potomkami emigrantów, którzy przybyli z Goa ok. 200 lat temu.

## Biskupi
Pierwszym  biskupem ordynariuszem diecezji urzędującym do 2024 był Anthony Alwyn Fernandes Barreto, wcześniej proboszcz w Vengurla.